# پریدی
پریدی (به انگلیسی: Priddy) یک روستا و محله مدنی در بریتانیا است که در مندیپ واقع شده‌است. پریدی ۶۲۴ نفر جمعیت دارد.